# Зграда
Зграда је грађевина која се састоји од спољних зидова и кровне конструкције, с једном или више затворених просторија којим је омогућен приступ. Може служити као заштита људи, животиња или имовине. 
Зграде могу бити различитих врста и намена - од сложених комплекса као што су болнице, дворане, куће или стамбене зграде. У згради се може регулисати температура, светло, доток ваздуха или путеви кретања људи. Обликовање зграда је старо као само човечанство.

## Дефиниције
У енглеском језику реч building је именица и глагол: сама структура и чин њеног стварања. Као именица, зграда је 'грађевина која има кров и зидове и стоји мање-више трајно на једном месту'; „на углу је била троспратна зграда”; „било је то импозантно здање“. У најширем тумачењу ограда или зид је зграда. Међутим, реч структура се користи шире од изградње укључујући природне и вештачке формације и не мора да има зидове. Структура ће се вероватније користити за ограду. Стургисов речник је укључио да се „[зградња] разликује од архитектуре по томе што искључује сваку идеју уметничког третмана; а разликује се од грађења по идеји искључивања научног или веома вештог третмана.“ Као глагол, градња је чин изградње.
Висина конструкције у техничкој употреби је висина до највишег архитектонског детаља на згради од нивоа улице. У зависности од тога како су класификовани, торњеви и јарболи могу или не морају бити укључени у ову висину. Торњеви и јарболи који се користе као антене углавном нису укључени. Дефиниција ниске зграде у односу на вишеспратницу је предмет дебате, али се генерално три или мање спрата сматрају ниским зградама.

## Историја
Постоје јасни докази о градњи домова око 18.000 година пре нове ере. Грађевине су постале уобичајене током неолита (погледајте неолитска архитектура).

## Врсте зграда
По намени могу бити стамбене, индустријске, пословне, јавне, здравствене, културне, сакралне, спортске зграде ... У зависности од материјала, могу бити на пример зидане, камене, дрвене или металне зграде.

### Комплекс
Понекад се група међусобно повезаних зграда назива комплексом – на пример стамбени комплекс, образовни комплекс, болнички комплекс, итд.

## Оштећење у згради
Објекти могу бити оштећени током изградње објекта или током одржавања. Постоји неколико других разлога иза оштећења зграда као што су несреће као што су олује, експлозије, слегање узроковано минирањем, повлачење воде или лоши темељи и клизишта. Зграде такође могу претрпети оштећења од пожара и поплаве у посебним околностима. Оне такође могу постати оронули због недостатка одговарајућег одржавања или неправилног извођења радова.